# Joshua Obiesie
Joshua Obiesie (* 23. Mai 2000 in München) ist ein deutscher Basketballspieler. Er ist 198 cm groß, Linkshänder und spielt auf der Position des Aufbauspielers.

## Laufbahn

### Vereine
Obiesie begann seine Basketballkarriere beim MTSV Schwabing e.V., bei dem er ab der Altersstufe U10 spielte. Entdeckt und gefördert wurde sein Talent von Robert Scheinberg, dem Trainer und Sportdirektor der an den Verein angeschlossenen Internationalen Basketball Akademie München (IBAM). Obiesie spielte für die IBAM in der Jugend-Basketball-Bundesliga und Nachwuchs-Basketball-Bundesliga (U16 und U19). Parallel dazu erhielt er ab der Saison 2016/17 Einsätze in der Herrenmannschaft des MTSV Schwabing in der 1. Regionalliga.
Im Sommer 2018 wurde er zum „NBPA Top 100 Camp“, einer Sichtungsveranstaltung der nordamerikanischen Profiliga NBA, eingeladen.
Im November 2018 unterzeichnete Obiesie einen Vertrag beim Bundesligisten s.Oliver Würzburg, wo er bis 2021 spielte und auch im FIBA Europe Cup (8,6 PpS; 41 % Dreier) eingesetzt wurde. Er spielte weiterhin für die IBAM, wurde als bester Spieler der NBBL-Saison 2018/19 ausgezeichnet und trat beim 2019er All-Star Game für eine Auswahl der besten U19-Spieler aus dem Süden Deutschlands gegen den Norden an. Der Linkshänder wurde im März 2019 zur Talenteschau Nike Hoop Summit eingeladen, um bei der Veranstaltung in den Vereinigten Staaten für eine Jugend-Weltauswahl gegen eine Mannschaft mit den hoffnungsvollsten Nachwuchsspielern des Gastgeberlandes anzutreten und nahm im Juni desselben Jahres am Draft-Verfahren der NBA teil, blieb jedoch unberücksichtigt.
Sein Vertrag mit s.Oliver Würzburg wurde im Juni 2021 im beiderseitigen Einvernehmen aufgelöst und er wechselte in seine Geburtsstadt zum FC Bayern München. Obiesie bestritt für den FC Bayern 22 Bundesligaspiele (2,8 Punkte, 1,2 Rebounds, Effektivitätswert von 3,2/Spiel). In der Sommerliga der NBA gehörte Obiesie 2021 zum Aufgebot der Sacramento Kings.
Im Juli 2022 wechselte er zu den Skyliners Frankfurt, bei denen er 2022/23 seine bisher beste Bundesliga-Saison spielte. Er erhielt eine mittlere Einsatzzeit von 24 Minuten und erzielte im Durchschnitt 12,1 Punkte, 3,2 Rebounds, 3,2 Vorlagen und einen Effektivitätswert von 11,2 je Begegnung. Er verpasste mit Frankfurt als Tabellenvorletzter den Klassenerhalt in der Bundesliga.
Im Sommer 2023 stattete ihn die NBA-Mannschaft Houston Rockets mit einem Vertrag zur Teilnahme an einem Teil der Saisonvorbereitung aus, nachdem er zuvor für die Texaner in der NBA-Sommerliga in Las Vegas gespielt hatte. Ende September 2023 gaben die Texaner bekannt, künftig auf die Dienste des Deutschen zu verzichten. Obiesie schloss sich den Rio Grande Valley Vipers (NBA-G-League) an. Anfang April 2024 wechselte er zu Jeanne d’Arc Dijon Bourgogne nach Frankreich. Ende November 2024 wurde bekannt, dass Dijons Trainer Laurent Legname nicht mehr auf Obiesie baut. Er wechselte zu AEK Athen nach Griechenland. In der griechischen Liga kam er für AEK auf vier Einsätze (im Durchschnitt 7 Punkte je Begegnung).
Im Juli 2025 vermeldete Bundesligist Basketball Löwen Braunschweig Obiesies Verpflichtung.

### Nationalmannschaft
Im Frühjahr 2018 gewann Obiesie mit der deutschen U18-Nationalmannschaft das Albert-Schweitzer-Turnier, nachdem er zuvor bereits das Nationaltrikot in der Basketballvariante „3-gegen-3“ getragen hatte.
Im Juli 2019 gewann er mit der U20-Auswahl Bronze bei der EM in Israel.
Im Februar 2019 wurde er erstmals (und nach gerade einmal fünf Bundesliga-Einsätzen) in die deutsche A-Nationalmannschaft berufen. Zu seinem ersten A-Länderspieleinsatz kam er Ende Februar 2020 gegen Großbritannien. Im Sommer 2023 war er Mitglied einer U23-Auswahl des Deutschen Basketball Bunds, die unter der Leitung von Bundestrainer Gordon Herbert an einem internationalen Turnier im kanadischen Toronto teilnahm.

## Erfolge und Auszeichnungen

### Als Nationalspieler
- 2018: Gewinner des Albert-Schweitzer-Turniers mit der deutschen U18-Nationalmannschaft
- 2019: EM-Bronze mit der deutschen U20-Nationalmannschaft

### Als Vereinsspieler
- 2022: Deutscher Vizemeister mit dem FC Bayern München

### Auszeichnungen
- 2018: Einladung zum NBPA Top 100 Camp, einer Sichtungsveranstaltung der NBA
- 2019: Teilnahme am Nike Hoop Summit
- 2019: Spieler des Jahres NBBL 2018/19